# Curubis sp-saraw
Curubis sp-saraw är en spindelart som beskrevs av Prószynski 2003. Curubis sp-saraw ingår i släktet Curubis och familjen hoppspindlar. Inga underarter finns listade i Catalogue of Life.